# هاهاجیما
هاهاجیما (انگلیسی: Hahajima) دومین جزیره بزرگ در جزایر بونین یا جزایر اوگاساوارا جنوب جنوب شرقی مجمع‌الجزایر ژاپن است.